# Manny Muscat
Pour les articles homonymes, voir Muscat (homonymie).
Emmanuel Muscat, dit Manny Muscat, est un footballeur maltais d'origine australienne, né le 7 décembre 1984 à Melbourne en Australie.

## Biographie

### Carrière en club
En août 2008, il signe un contrat en faveur du Wellington Phoenix. En janvier 2012, il prolonge son contrat de deux saisons au Wellington Phoenix.

### Carrière internationale
Au total, il compte neuf sélections en équipe de Malte entre 2009 et 2011.
Il est convoqué pour la première fois pour un match amical contre la République tchèque le 5 juin 2009. Il commence la rencontre comme titulaire, et sort du terrain à la 46e minute de jeu, en étant remplacé par Roderick Briffa. Le match se solde par une défaite 1-0 des Maltais. Il reçoit sa dernière sélection le 2 septembre 2011 contre la Croatie (défaite 3-1).

## Statistiques
| Saison                | Club                  | Championnat           | Championnat | Championnat | Coupe(s) nationale(s) | Coupe(s) nationale(s) | Séries | Séries | Malte | Malte | Total | Total |
| Saison                | Club                  | Division              | M.          | B.          | M.                    | B.                    | M.     | B.     | M.    | B.    | M.    | B.    |
| 2008-2009             | Wellington Phoenix    | A-League              | 14          | 0           | -                     | -                     | -      | -      | -     | -     | 14    | 0     |
| 2009-2010             | Wellington Phoenix    | A-League              | 23          | 0           | -                     | -                     | 3      | 0      | 6     | 0     | 32    | 0     |
| 2010-2011             | Wellington Phoenix    | A-League              | 27          | 0           | -                     | -                     | 1      | 0      | 2     | 0     | 30    | 0     |
| 2011-2012             | Wellington Phoenix    | A-League              | 25          | 1           | -                     | -                     | 2      | 1      | 1     | 0     | 28    | 2     |
| 2012-2013             | Wellington Phoenix    | A-League              | 24          | 0           | -                     | -                     | -      | -      | -     | -     | 24    | 0     |
| 2013-2014             | Wellington Phoenix    | A-League              | 24          | 0           | -                     | -                     | -      | -      | -     | -     | 24    | 0     |
| 2014-2015             | Wellington Phoenix    | A-League              | 23          | 1           | -                     | -                     | 1      | 0      | -     | -     | 24    | 1     |
| 2015-2016             | Wellington Phoenix    | A-League              | 25          | 1           | 1                     | 0                     | -      | -      | -     | -     | 26    | 1     |
| Sous-total            | Sous-total            | Sous-total            | 185         | 3           | 1                     | 0                     | 7      | 1      | 9     | 0     | 202   | 4     |
| 2016-2017             | Melbourne City        | A-League              | 14          | 0           | 2                     | 0                     | -      | -      | -     | -     | 16    | 0     |
| 2017-2018             | Melbourne City        | A-League              | 9           | 1           | 3                     | 0                     | -      | -      | -     | -     | 12    | 1     |
| Sous-total            | Sous-total            | Sous-total            | 23          | 1           | 5                     | 0                     | 0      | 0      | 0     | 0     | 28    | 1     |
| Total sur la carrière | Total sur la carrière | Total sur la carrière | 208         | 4           | 6                     | 0                     | 7      | 1      | 9     | 0     | 230   | 5     |